# KNSM-eiland

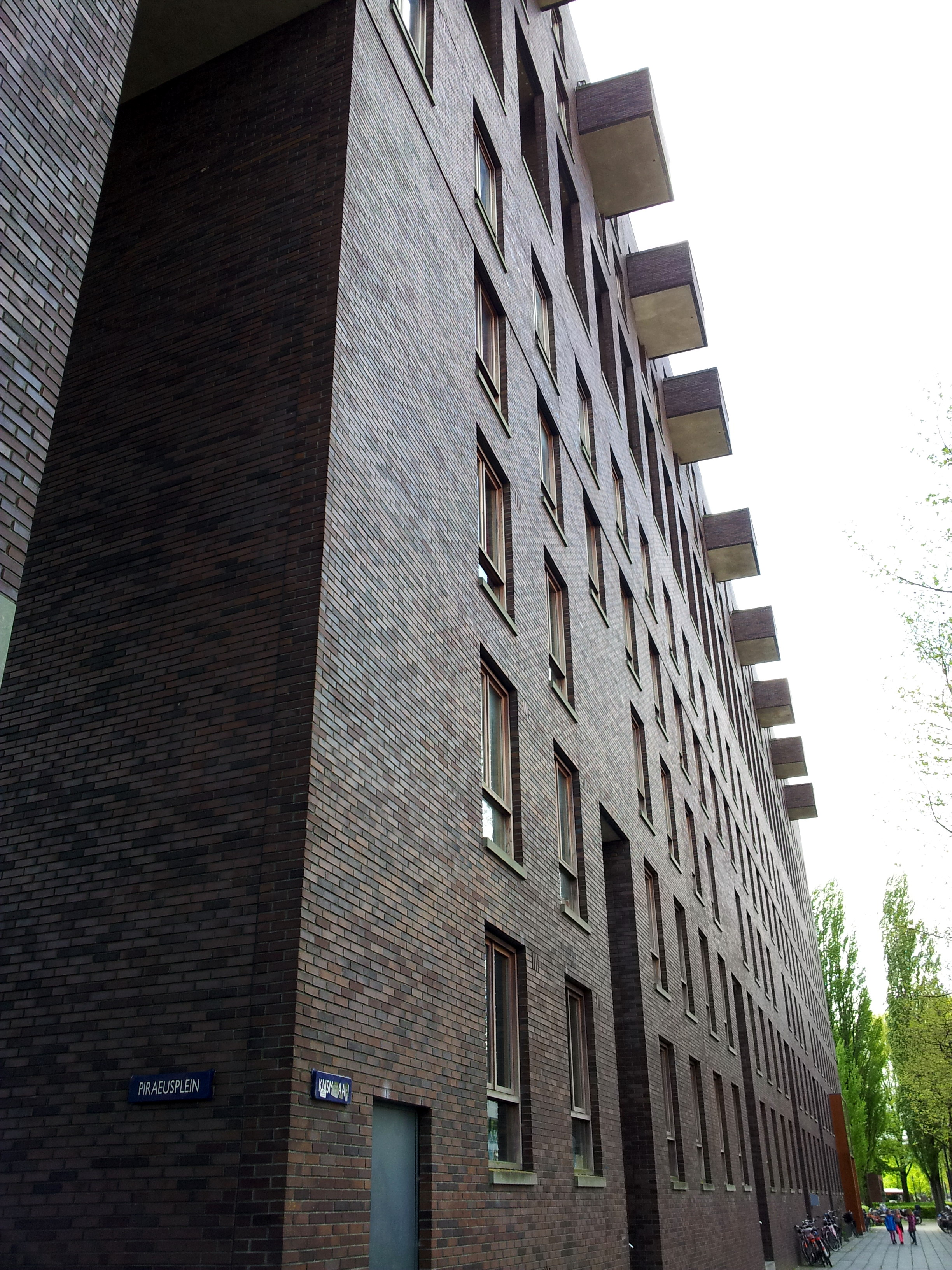
Gebäude „Piraeus“, nach Entwurf von Hans Kollhoff

KNSM-eiland (deutsch KSNM-Insel) ist ein Stadtteil und eine Insel im Stadtbezirk Amsterdam-Oost (Provinz Nordholland) im „Oostelijk Havengebied“ (deutsch östliches Hafengebiet). Der Stadtteil hat 2.340 Einwohner (Stand: 1. Januar 2024) auf einer Landfläche von 12 Hektar.

## Geschichte
Die KNSM-Insel wurde gegen Ende des 19. Jahrhunderts angelegt als Wellenbrecher im Amsterdamer IJ, ebenso wie die anschließende Insel Java-eiland. Sie wurde später als Hafengebiet benutzt. 1903 war dieses Gebiet Standort der Reederei Koninklijke Nederlandsche Stoomboot Maatschappij (kurz: KNSM). Die Abkürzung des Unternehmens wurde der Name der Insel. 
Die KNSM-Reederei bestand von 1856 bis 1981 und 1977 zog das Unternehmen von der Insel weg. In den 1980er Jahren wurde die Insel von Hausbesetzern und Künstlern bevölkert. Das eigentliche Wohnviertel entstand in den 1990er Jahren nach dem Plan des niederländischen Architekten Jo Coenen, der auch den großen Rundbau Emerald Empire an der Ostspitze der Insel errichtete. Der Plan umfasste unter anderem zwei große Wohnblocks mit einer Länge von 170 Meter und 60 Meter Breite mit 300 sozialen Mietwohnungen. Einen davon mit dem Namen Piraeus errichtete der deutsche Architekt Hans Kollhoff, der andere trägt den Namen Barcelona und wurde vom belgischen Architekten Bruno Albert entworfen. Beachtenswert ist ebenfalls das Hochhaus Sky Dome von Wiel Arets mit einer Höhe von 60 Metern, mit 22 Stockwerken, wovon 20 je fünf identische Wohnungen beherbergen.
Zahlreiche ältere Hafengebäude sind erhalten geblieben. Dazu gehören die KNSM-Kantine und „Loods 6“ (Schuppen 6). Er wurde für den symbolischen Betrag von einem Gulden von der Gemeinde Amsterdam für die dort ansässigen Künstler gekauft.
Die „Projektgruppe östliches Hafengebiet“ untersuchte im Jahr 2000 die Wohnverhältnisse auf der Insel. So bestanden 76 % der Bevölkerung aus Einpersonen-Haushalten und Haushalten ohne Kinder, 18 % aus Familien mit Kindern.
Der erste Amsterdamer Weinmarkt (niederländisch Amsterdamse Wijnmarkt) fand am 22. Mai 2011 auf der KNSM-Insel statt.
Zu erreichen ist die KNSM-Insel mit dem Stadtbus „Lijn 65“ (Linie 65), der von der Rivierenbuurt, dem Bahnhof Amsterdam Amstel, Watergraafsmeer und der indischen Buurt (Indisches Viertel) zur KNSM-Insel fährt. Außerdem seit 2004 mit der Straßenbahn (Tram) Nr. 7 zum Azartplein auf der KNSM-Insel.